# Guitar Hero: Aerosmith
Guitar Hero: Aerosmith är ett spel i Guitar Hero-serien. Det räknas som en expansion till Guitar Hero III: Legends of Rock och släpptes 29 juni 2008 i Europa.
Spelet innehåller låtar till 60 % av Aerosmith och till 40 % av andra band till exempel Stone Temple Pilots, Lenny Kravitz, The Kinks och andra rockband. I spelets karriärläge får man även, mellan spelningarna, se intervjuer med bandmedlemmarna från Aerosmith.
Köper man det stora paketet med spelet, får man även en gitarr med en speciell Aerosmith-faceplate med tillhörande klistermärken, samt en "Tour Book" med fakta om Aerosmith och bilder från deras karriär. Aerosmith-faceplaten följer dock inte med PS2-versionen av spelet, då man får med en Kramer Striker-kontroll på PS2 versionen som inte stödjer utbytbara faceplates som de övriga formatens Gibson Les Paul-kontroll. Det finns även kommentarer från de olika bandmedlemmarna där de beskriver vissa oförglömliga stunder i deras långa karriär.
Spelet har hittills sålts i 3,53 miljoner exemplar världen över.

## Låtlista
Tier 1: Getting the Band Together
- "Dream Police" - Cheap Trick
- "All the Young Dudes" - Mott the Hoople (cover)
- "Make It" - Aerosmith (nyversion)
- "Uncle Salty" - Aerosmith
- "Draw the Line" - Aerosmith

Tier 2: First Taste of Success
- "I Hate Myself for Loving You" - Joan Jett
- "All Day and All of the Night" - The Kinks (cover)
- "No Surprize" - Aerosmith
- "Movin' Out" - Aerosmith (nyversion)
- "Sweet Emotion" - Aerosmith

Tier 3: The Triumphant Return
- "Complete Control" - The Clash
- "Personality Crisis" - New York Dolls (cover)
- "Livin' on the Edge" - Aerosmith
- "Rag Doll" - Aerosmith
- "Love in an Elevator" - Aerosmith

Tier 4: International Superstars
- "She Sells Sanctuary" - The Cult
- "King of Rock" - Run-D.M.C.
- "Nobody's Fault" - Aerosmith
- "Bright Light Fright" - Aerosmith
- "Walk This Way" - Run-D.M.C. featuring Aerosmith

Tier 5: The Great American Band
- "Hard to Handle" - The Black Crowes (cover)
- "Always on the Run" - Lenny Kravitz
- "Back in the Saddle" - Aerosmith
- "Beyond Beautiful" - Aerosmith
- "Dream On" - Aerosmith (nyversion)

Tier 6: Rock N Roll Legends
- "Cat Scratch Fever" - Ted Nugent
- "Sex Type Thing" - Stone Temple Pilots
- "Guitar Battle vs Joe Perry" - Joe Perry
- "Mama Kin" - Aerosmith (nyversion)
- "Toys in the Attic" - Aerosmith
- "Train Kept A-Rollin'" - Aerosmith

The Vault Songs
- "Combination" - Aerosmith
- "Kings and Queens" - Aerosmith
- "Let the Music Do the Talking" - Aerosmith
- "Mercy" - Joe Perry
- "Pandora's Box" - Aerosmith
- "Pink" - Aerosmith
- "Rats in the Cellar" - Aerosmith
- "Shakin' My Cage" - Joe Perry
- "Talk Talkin'" - Joe Perry
- "Walk This Way" - Aerosmith